# Kaliumstearat
Kaliumstearat, K(CH3(CH2)16COO), är ett kaliumsalt av stearinsyra och är en huvudbeståndsdel i såpa. Andra fettsyrekomponenter kan också ingå men kaliumjonen finns alltid i såpa. Traditionell tvål består däremot huvudsakligen av natriumstearat.